# Рожиха
Рожиха — деревня в составе Конёвского сельского поселения Шарьинского района Костромской области России.

## История
Согласно переписи населения 1897 года в деревне проживало 52 человека (13 мужчин и 39 женщин).
Согласно Списку населённых мест Костромской губернии в 1907 году деревня Рожиха (Излюшино) относилась к Одоевско-Спиринской волости Ветлужского уезда Костромской губернии. По сведениям волостного правления за 1907 год в ней числилось 16 крестьянских дворов и 88 жителей. Основным занятием жителей деревни был лесной промысел.

## Население
| 2008 | 2010 | 2014 |
| ---- | ---- | ---- |
| 2    | ↘0   | ↗2   |